# サーバーワークス
株式会社サーバーワークス（英文社名：Serverworks Co., Ltd.）は、東京都新宿区揚場町に本社を置く、Amazon Web Servicesに特化したシステム開発会社。

## 概要
サーバーワークスは、インターネット・バブル崩壊後の2000年に、丸紅出身の大石良により設立された企業。大学向けソリューション事業から始まり、Amazon Web Servicesの導入支援などを手掛けるシステムインテグレータとなった。

## 沿革
- 2000年 - 埼玉県和光市で有限会社ウェブ専科を設立[5]。
- 2001年 - 豊島区東池袋に本店を移転[5]。
- 2002年 - 株式会社サーバーワークスに商号変更及び組織変更を行い、本店を文京区音羽に移転[5]。
- 2009年 - 新宿区山吹町に本店を移転[5]。
- 2015年 - 新宿区揚場町に本店を移転[5]。
- 2019年 - 東京証券取引所マザーズに上場[5]。
- 2021年 - 東京証券取引所市場第一部へ市場変更[5]。
- 2023年 - 東京証券取引所による経過処置の終了に伴う特例により、東京証券取引所スタンダード市場へ市場変更[6]。